# Championnat du monde féminin de basket-ball 1986
Navigation
Brésil 1983 Malaisie 1990
Le Championnat du monde féminin de basket-ball 1986 s’est déroulé à Moscou en Union soviétique en 1986. Organisé par la FIBA, il est le 10e championnat du monde de basket-ball féminin.
Ce sont douze équipes qui se disputèrent le titre. Pour augmenter le divertissement et éliminer les jeux de passes, le format du tournoi a changé. Pour la première fois aux championnats du monde de basket-ball féminin, un tournoi éliminatoire a été organisé pour déterminer le vainqueur. La gagnante a été l'équipe des États-Unis, qui a remporté le tournoi en battant l'équipe soviétique en finale avec un score de 108-88 et en devenant quatre fois championne du monde.
L'équipe féminine de basket-ball de l'URSS a perdu son deuxième match de la phase finale de l'histoire des Championnats du monde. Depuis le Championnat du monde féminin de basket-ball 1957, l'équipe nationale de l'URSS a remporté 56 matchs consécutifs lors des phases finales de la Coupe du monde.

## Préparation de l'événement

### Lieux de compétition
| Minsk                      | Vilnius |
| -------------------------- | --- |
| Palais des sports de Minsk | Palais des Sports de Vilnius |
| Capacité : 3 311           | Capacité : 4 400 |
|                            | |
| Moscou                     | [[Fichier:Soviet Union location map (provinces).svg\|400px\|{{#if:\|{{{alt}}}\|Championnat du monde féminin de basket-ball 1986 est dans la page URSS.]]Minsk Vilnius Moscou |
| Olimpiisky Indoor Arena    | [[Fichier:Soviet Union location map (provinces).svg\|400px\|{{#if:\|{{{alt}}}\|Championnat du monde féminin de basket-ball 1986 est dans la page URSS.]]Minsk Vilnius Moscou |
| Capacité : 15 000          | [[Fichier:Soviet Union location map (provinces).svg\|400px\|{{#if:\|{{{alt}}}\|Championnat du monde féminin de basket-ball 1986 est dans la page URSS.]]Minsk Vilnius Moscou |
|                            | [[Fichier:Soviet Union location map (provinces).svg\|400px\|{{#if:\|{{{alt}}}\|Championnat du monde féminin de basket-ball 1986 est dans la page URSS.]]Minsk Vilnius Moscou |

## Équipes participantes
| Amérique   | Europe           | Asie         | Océanie   |
| ---------- | ---------------- | ------------ | --------- |
| États-Unis | Union soviétique | Corée du Sud | Australie |
| Brésil     | Bulgarie         | Taïwan       |           |
| Cuba       | Hongrie          | Chine        |           |
| Canada     | Tchécoslovaquie  |              |           |

## Compétition

### Format
Le deuxième changement de format du tournoi dans l'histoire des Championnats du monde. Pour déterminer les finalistes, un tournoi de groupes a été organisé (2 groupes de 6 équipes). Les quatre finalistes qui ont remporté les 1ère et 2ème places des séries éliminatoires en groupes ont déterminé les vainqueurs. Les quatre qui ont pris les 3e et 4e places des groupes lors des séries éliminatoires ont déterminé les 5e à 8e places. Les quatre qui ont pris les 5e et 6e places en séries éliminatoires ont déterminé les 9e à 12e places.

### Tour préliminaire
Groupe A
| No | Équipe           | Pts | G | P | PP  | PC  | Diff |
| -- | ---------------- | --- | - | - | --- | --- | ---- |
| 1  | Union soviétique | 10  | 5 | 0 | 450 | 360 | 90   |
| 2  | Canada           | 9   | 4 | 1 | 343 | 326 | 17   |
| 3  | Cuba             | 8   | 3 | 2 | 397 | 358 | 39   |
| 4  | Bulgarie         | 7   | 2 | 3 | 361 | 373 | -12  |
| 5  | Corée du Sud     | 6   | 1 | 4 | 279 | 371 | -92  |
| 6  | Brésil           | 5   | 0 | 5 | 389 | 431 | -42  |

Détails des matchs
1re match
| 8 août 1986 16h00 heure locale | Rapport | Canada                            | 67-63  | Bulgarie               |  | Palais des sports de Minsk, Minsk |
| 8 août 1986 16h00 heure locale | Rapport | Score par mi-temps : 36-29, 31-34 |        |                        |  | Palais des sports de Minsk, Minsk |
| 8 août 1986 16h00 heure locale | Rapport | Beverly Ann Smith (21)            | Points | Madeleine Staneva (15) |  | Palais des sports de Minsk, Minsk |

| 8 août 1986 18h00 heure locale | Rapport | Union soviétique                  | 103-95 | Brésil                 |  | Palais des sports de Minsk, Minsk |
| 8 août 1986 18h00 heure locale | Rapport | Score par mi-temps : 59-50, 44-45 |        |                        |  | Palais des sports de Minsk, Minsk |
| 8 août 1986 18h00 heure locale | Rapport | Olessia Barel (29)                | Points | Hortência Marcari (35) |  | Palais des sports de Minsk, Minsk |

| 8 août 1986 20h30 heure locale | Rapport | Corée du Sud                      | 55-83  | Cuba               |  | Palais des sports de Minsk, Minsk |
| 8 août 1986 20h30 heure locale | Rapport | Score par mi-temps : 30-43, 25-40 |        |                    |  | Palais des sports de Minsk, Minsk |
| 8 août 1986 20h30 heure locale | Rapport | Kim, Lee (14)                     | Points | Leonor Borell (22) |  | Palais des sports de Minsk, Minsk |

2e match
| 9 août 1986 16h30 heure locale | Rapport | Brésil                            | 72-82  | Bulgarie                |  | Palais des sports de Minsk, Minsk |
| 9 août 1986 16h30 heure locale | Rapport | Score par mi-temps : 34-43, 38-39 |        |                         |  | Palais des sports de Minsk, Minsk |
| 9 août 1986 16h30 heure locale | Rapport | Hortência Marcari (24)            | Points | Evladia Slavtcheva (21) |  | Palais des sports de Minsk, Minsk |

| 9 août 1986 18h30 heure locale | Rapport | Corée du Sud                      | 49-55  | Canada             |  | Palais des sports de Minsk, Minsk |
| 9 août 1986 18h30 heure locale | Rapport | Score par mi-temps : 30-27, 19-28 |        |                    |  | Palais des sports de Minsk, Minsk |
| 9 août 1986 18h30 heure locale | Rapport | Eun Kyung Woo (19)                | Points | Thomas, Smith (17) |  | Palais des sports de Minsk, Minsk |

| 9 août 1986 20h30 heure locale | Rapport | Union soviétique                  | 86-82  | Cuba                          |  | Palais des sports de Minsk, Minsk |
| 9 août 1986 20h30 heure locale | Rapport | Score par mi-temps : 40-44, 46-38 |        |                               |  | Palais des sports de Minsk, Minsk |
| 9 août 1986 20h30 heure locale | Rapport | Minkh, Muravieva (15)             | Points | Beatrice Perdomo Venkins (21) |  | Palais des sports de Minsk, Minsk |

3e match
| 10 août 1986 16h30 heure locale | Rapport | Brésil                            | 69-71  | Corée du Sud      |  | Palais des sports de Minsk, Minsk |
| 10 août 1986 16h30 heure locale | Rapport | Score par mi-temps : 37-26, 32-45 |        |                   |  | Palais des sports de Minsk, Minsk |
| 10 août 1986 16h30 heure locale | Rapport | Hernandez, Da Silva (19)          | Points | Yen Hee Choi (20) |  | Palais des sports de Minsk, Minsk |

| 10 août 1986 18h30 heure locale | Rapport | Cuba                              | 62-63  | Canada             |  | Palais des sports de Minsk, Minsk |
| 10 août 1986 18h30 heure locale | Rapport | Score par mi-temps : 29-33, 33-30 |        |                    |  | Palais des sports de Minsk, Minsk |
| 10 août 1986 18h30 heure locale | Rapport | Leonor Borell (26)                | Points | Thomas, Smith (16) |  | Palais des sports de Minsk, Minsk |

| 9 août 1986 20h30 heure locale | Rapport | Union soviétique                  | 94-66  | Bulgarie                |  | Palais des sports de Minsk, Minsk |
| 9 août 1986 20h30 heure locale | Rapport | Score par mi-temps : 38-33, 56-33 |        |                         |  | Palais des sports de Minsk, Minsk |
| 9 août 1986 20h30 heure locale | Rapport | Irina Sviridenko (22)             | Points | Evladia Slavtcheva (20) |  | Palais des sports de Minsk, Minsk |

4e match
| 12 août 1986 16h30 heure locale | Rapport | Cuba                              | 93-78  | Brésil              |  | Palais des sports de Minsk, Minsk |
| 12 août 1986 16h30 heure locale | Rapport | Score par mi-temps : 45-46, 48-32 |        |                     |  | Palais des sports de Minsk, Minsk |
| 12 août 1986 16h30 heure locale | Rapport | Leonor Borell (24)                | Points | Paula Da Silva (25) |  | Palais des sports de Minsk, Minsk |

| 12 août 1986 18h30 heure locale | Rapport | Union soviétique                  | 77-76  | Canada            |  | Palais des sports de Minsk, Minsk |
| 12 août 1986 18h30 heure locale | Rapport | Score par mi-temps : 45-39, 32-37 |        |                   |  | Palais des sports de Minsk, Minsk |
| 12 août 1986 18h30 heure locale | Rapport | Olessia Barel (22)                | Points | Misty Thomas (27) |  | Palais des sports de Minsk, Minsk |

| 12 août 1986 20h30 heure locale | Rapport | Bulgarie                          | 74-63  | Corée du Sud      |  | Palais des sports de Minsk, Minsk |
| 12 août 1986 20h30 heure locale | Rapport | Score par mi-temps : 33-33, 41-30 |        |                   |  | Palais des sports de Minsk, Minsk |
| 12 août 1986 20h30 heure locale | Rapport | Evladia Slavtcheva (22)           | Points | Hwa Soon Kim (25) |  | Palais des sports de Minsk, Minsk |

5e match
| 13 août 1986 16h30 heure locale | Rapport | Canada                            | 82-75  | Brésil              | a.p. | Palais des sports de Minsk, Minsk |
| 13 août 1986 16h30 heure locale | Rapport | Score par mi-temps : 40-31, 29-38 |        |                     | a.p. | Palais des sports de Minsk, Minsk |
| 13 août 1986 16h30 heure locale | Rapport | Andrea Jill Blackwell (14)        | Points | Paula Da Silva (23) | a.p. | Palais des sports de Minsk, Minsk |

| 13 août 1986 18h30 heure locale | Rapport | Union soviétique                  | 90-41  | Corée du Sud      |  | Palais des sports de Minsk, Minsk |
| 13 août 1986 18h30 heure locale | Rapport | Score par mi-temps : 47-23, 43-18 |        |                   |  | Palais des sports de Minsk, Minsk |
| 13 août 1986 18h30 heure locale | Rapport | Olessia Barel (13)                | Points | Yen Hee Choi (18) |  | Palais des sports de Minsk, Minsk |

| 13 août 1986 20h30 heure locale | Rapport | Bulgarie                          | 76-77  | Cuba               |  | Palais des sports de Minsk, Minsk |
| 13 août 1986 20h30 heure locale | Rapport | Score par mi-temps : 39-35, 37-42 |        |                    |  | Palais des sports de Minsk, Minsk |
| 13 août 1986 20h30 heure locale | Rapport | Mariana Cobanova (17)             | Points | Leonor Borell (29) |  | Palais des sports de Minsk, Minsk |

Groupe B
| No | Équipe          | Pts | G | P | PP  | PC  | Diff |
| -- | --------------- | --- | - | - | --- | --- | ---- |
| 1  | États-Unis      | 10  | 5 | 0 | 447 | 300 | 147  |
| 2  | Tchécoslovaquie | 9   | 4 | 1 | 358 | 334 | 24   |
| 3  | Chine           | 8   | 3 | 2 | 408 | 344 | 64   |
| 4  | Hongrie         | 7   | 2 | 3 | 343 | 380 | -37  |
| 5  | Australie       | 6   | 1 | 4 | 297 | 342 | -45  |
| 6  | Taïwan          | 5   | 0 | 5 | 269 | 422 | -153 |

Détails des matchs
1re match
| 8 août 1986 16h00 heure locale | Rapport | Australie                         | 77-79  | Hongrie               |  | Palais des Sports de Vilnius, Vilnius |
| 8 août 1986 16h00 heure locale | Rapport | Score par mi-temps : 39-34, 26-31 |        |                       |  | Palais des Sports de Vilnius, Vilnius |
| 8 août 1986 16h00 heure locale | Rapport | Cheesman, Foster (16)             | Points | Zsuzsanna Boksay (27) |  | Palais des Sports de Vilnius, Vilnius |

| 8 août 1986 18h00 heure locale | Rapport | États-Unis                        | 105-52 | Taïwan            |  | Palais des Sports de Vilnius, Vilnius |
| 8 août 1986 18h00 heure locale | Rapport | Score par mi-temps : 52-30, 53-22 |        |                   |  | Palais des Sports de Vilnius, Vilnius |
| 8 août 1986 18h00 heure locale | Rapport | Anne Donovan (16)                 | Points | Tsai-Feng Chu (9) |  | Palais des Sports de Vilnius, Vilnius |

| 8 août 1986 20h30 heure locale | Rapport | Chine                             | 74-80  | Tchécoslovaquie     |  | Palais des Sports de Vilnius, Vilnius |
| 8 août 1986 20h30 heure locale | Rapport | Score par mi-temps : 47-30, 27-50 |        |                     |  | Palais des Sports de Vilnius, Vilnius |
| 8 août 1986 20h30 heure locale | Rapport | Chen Qiu (15)                     | Points | Hana Zarevucka (19) |  | Palais des Sports de Vilnius, Vilnius |

2e match
| 9 août 1986 16h30 heure locale | Rapport | Taïwan                            | 57-77  | Hongrie           |  | Palais des Sports de Vilnius, Vilnius |
| 9 août 1986 16h30 heure locale | Rapport | Score par mi-temps : 36-40, 21-33 |        |                   |  | Palais des Sports de Vilnius, Vilnius |
| 9 août 1986 16h30 heure locale | Rapport | I-Lan Chen (17)                   | Points | Agnes Nemeth (21) |  | Palais des Sports de Vilnius, Vilnius |

| 9 août 1986 18h30 heure locale | Rapport | Chine                             | 77-57  | Australie            |  | Palais des Sports de Vilnius, Vilnius |
| 9 août 1986 18h30 heure locale | Rapport | Score par mi-temps : 35-27, 42-30 |        |                      |  | Palais des Sports de Vilnius, Vilnius |
| 9 août 1986 18h30 heure locale | Rapport | Haixia Zheng (27)                 | Points | Patricia Mickan (12) |  | Palais des Sports de Vilnius, Vilnius |

| 9 août 1986 20h30 heure locale | Rapport | États-Unis                        | 89-61  | Tchécoslovaquie     |  | Palais des Sports de Vilnius, Vilnius |
| 9 août 1986 20h30 heure locale | Rapport | Score par mi-temps : 36-27, 53-34 |        |                     |  | Palais des Sports de Vilnius, Vilnius |
| 9 août 1986 20h30 heure locale | Rapport | Katrina McClain (19)              | Points | Hana Zarevucka (12) |  | Palais des Sports de Vilnius, Vilnius |

3e match
| 10 août 1986 16h30 heure locale | Rapport | Taïwan                            | 45-93  | Chine         |  | Palais des Sports de Vilnius, Vilnius |
| 10 août 1986 16h30 heure locale | Rapport | Score par mi-temps : 26-47, 19-46 |        |               |  | Palais des Sports de Vilnius, Vilnius |
| 10 août 1986 16h30 heure locale | Rapport | Tsu-Ling Hsu (11)                 | Points | Chen Qiu (19) |  | Palais des Sports de Vilnius, Vilnius |

| 10 août 1986 18h30 heure locale | Rapport | Tchécoslovaquie                   | 55-50  | Australie         |  | Palais des Sports de Vilnius, Vilnius |
| 10 août 1986 18h30 heure locale | Rapport | Score par mi-temps : 29-24, 26-26 |        |                   |  | Palais des Sports de Vilnius, Vilnius |
| 10 août 1986 18h30 heure locale | Rapport | Erika Dobrovicová (17)            | Points | Julie Nykiel (10) |  | Palais des Sports de Vilnius, Vilnius |

| 10 août 1986 20h30 heure locale | Rapport | États-Unis                        | 78-63  | Hongrie               |  | Palais des Sports de Vilnius, Vilnius |
| 10 août 1986 20h30 heure locale | Rapport | Score par mi-temps : 43-34, 25-29 |        |                       |  | Palais des Sports de Vilnius, Vilnius |
| 10 août 1986 20h30 heure locale | Rapport | Cheryl Miller (20)                | Points | Zsuzsanna Boksay (18) |  | Palais des Sports de Vilnius, Vilnius |

4e match
| 12 août 1986 16h30 heure locale | Rapport | Tchécoslovaquie                   | 84-60  | Taïwan            |  | Palais des Sports de Vilnius, Vilnius |
| 12 août 1986 16h30 heure locale | Rapport | Score par mi-temps : 49-32, 35-28 |        |                   |  | Palais des Sports de Vilnius, Vilnius |
| 12 août 1986 16h30 heure locale | Rapport | Anna Kotocová (16)                | Points | Tsu-Ling Hsu (18) |  | Palais des Sports de Vilnius, Vilnius |

| 12 août 1986 18h30 heure locale | Rapport | États-Unis                        | 76-50  | Australie           |  | Palais des Sports de Vilnius, Vilnius |
| 12 août 1986 18h30 heure locale | Rapport | Score par mi-temps : 40-22, 36-28 |        |                     |  | Palais des Sports de Vilnius, Vilnius |
| 12 août 1986 18h30 heure locale | Rapport | Cheryl Miller (21)                | Points | Kathryn Foster (12) |  | Palais des Sports de Vilnius, Vilnius |

| 12 août 1986 20h30 heure locale | Rapport | Hongrie                           | 63-90  | Chine             |  | Palais des Sports de Vilnius, Vilnius |
| 12 août 1986 20h30 heure locale | Rapport | Score par mi-temps : 25-47, 38-43 |        |                   |  | Palais des Sports de Vilnius, Vilnius |
| 12 août 1986 20h30 heure locale | Rapport | Agnes Nemeth (14)                 | Points | Haixia Zheng (32) |  | Palais des Sports de Vilnius, Vilnius |

5e match
| 13 août 1986 16h30 heure locale | Rapport | Australie                         | 63-55  | Taïwan              |  | Palais des Sports de Vilnius, Vilnius |
| 13 août 1986 16h30 heure locale | Rapport | Score par mi-temps : 24-31, 39-24 |        |                     |  | Palais des Sports de Vilnius, Vilnius |
| 13 août 1986 16h30 heure locale | Rapport | Robyn Maher (23)                  | Points | Shu-Hsia Huang (18) |  | Palais des Sports de Vilnius, Vilnius |

| 13 août 1986 18h30 heure locale | Rapport | Hongrie                           | 61-78  | Tchécoslovaquie    |  | Palais des Sports de Vilnius, Vilnius |
| 13 août 1986 18h30 heure locale | Rapport | Score par mi-temps : 31-39, 30-39 |        |                    |  | Palais des Sports de Vilnius, Vilnius |
| 13 août 1986 18h30 heure locale | Rapport | Zsuzsanna Boksay (15)             | Points | Irena Goldova (21) |  | Palais des Sports de Vilnius, Vilnius |

| 13 août 1986 20h30 heure locale | Rapport | États-Unis                        | 99-74  | Chine             |  | Palais des Sports de Vilnius, Vilnius |
| 13 août 1986 20h30 heure locale | Rapport | Score par mi-temps : 50-49, 49-25 |        |                   |  | Palais des Sports de Vilnius, Vilnius |
| 13 août 1986 20h30 heure locale | Rapport | Cheryl Miller (20)                | Points | Haixia Zheng (28) |  | Palais des Sports de Vilnius, Vilnius |

### Tournoi de classement
Classement 9 à 12
|  | Matchs de classement  | Matchs de classement  | Matchs de classement  | Matchs de classement  |           |           | Neuvième place        | Neuvième place        | Neuvième place        | Neuvième place        |
|  |                       |                       |                       |                       |           |           |                       |                       |                       |                       |
|  | 15 août 1986 - Moscou | 15 août 1986 - Moscou | 15 août 1986 - Moscou | 15 août 1986 - Moscou |           |           | 17 août 1986 - Moscou | 17 août 1986 - Moscou | 17 août 1986 - Moscou | 17 août 1986 - Moscou |
|  | Brésil                | Brésil                | 57                    | 57                    |           |           | 17 août 1986 - Moscou | 17 août 1986 - Moscou | 17 août 1986 - Moscou | 17 août 1986 - Moscou |
|  | Brésil                | Brésil                | 57                    | 57                    |           |           | 17 août 1986 - Moscou | 17 août 1986 - Moscou | 17 août 1986 - Moscou | 17 août 1986 - Moscou |
|  | Australie             | Australie             | 72                    | 72                    |           |           | 17 août 1986 - Moscou | 17 août 1986 - Moscou | 17 août 1986 - Moscou | 17 août 1986 - Moscou |
|  | Australie             | Australie             | 72                    | 72                    | Australie | Australie | 60                    | 60                    |                       |                       |
|  | 15 août 1986 - Moscou |                       |                       |                       | Australie | Australie | 60                    | 60                    |                       |                       |
|  |                       |                       | Corée du Sud          | Corée du Sud          | 50        | 50        |                       |                       |                       |                       |
|  | Corée du Sud          | Corée du Sud          | Corée du Sud          | Corée du Sud          | 50        | 50        | 85                    | 85                    |                       |                       |
|  | Corée du Sud          | Corée du Sud          |                       |                       |           |           |                       | 85                    |                       |                       |
|  | Taïwan                | Taïwan                | 54                    | 54                    |           |           |                       |                       |                       |                       |
|  | Taïwan                | Taïwan                | 54                    | 54                    | Onzième   |           |                       |                       |                       |                       |
|  |                       |                       |                       |                       |           |           |                       |                       |                       |                       |
|  | 16 août 1986 - Moscou |                       |                       |                       |           |           |                       |                       |                       |                       |
|  | Brésil                | Brésil                | 92                    | 92                    |           |           |                       |                       |                       |                       |
|  | Brésil                | Brésil                | 92                    | 92                    |           |           |                       |                       |                       |                       |
|  | Taïwan                | Taïwan                | 57                    | 57                    |           |           |                       |                       |                       |                       |
|  | Taïwan                | Taïwan                | 57                    | 57                    |           |           |                       |                       |                       |                       |

Classement 5 à 8
|  | Matchs de classement  | Matchs de classement  | Matchs de classement  | Matchs de classement  |                |       | Cinquième place       | Cinquième place       | Cinquième place       | Cinquième place       |
|  |                       |                       |                       |                       |                |       |                       |                       |                       |                       |
|  | 15 août 1986 - Moscou | 15 août 1986 - Moscou | 15 août 1986 - Moscou | 15 août 1986 - Moscou |                |       | 17 août 1986 - Moscou | 17 août 1986 - Moscou | 17 août 1986 - Moscou | 17 août 1986 - Moscou |
|  | Bulgarie              | Bulgarie              | 73                    | 73                    |                |       | 17 août 1986 - Moscou | 17 août 1986 - Moscou | 17 août 1986 - Moscou | 17 août 1986 - Moscou |
|  | Bulgarie              | Bulgarie              | 73                    | 73                    |                |       | 17 août 1986 - Moscou | 17 août 1986 - Moscou | 17 août 1986 - Moscou | 17 août 1986 - Moscou |
|  | Chine                 | Chine                 | 88                    | 88                    |                |       | 17 août 1986 - Moscou | 17 août 1986 - Moscou | 17 août 1986 - Moscou | 17 août 1986 - Moscou |
|  | Chine                 | Chine                 | 88                    | 88                    | Chine          | Chine | 102                   | 102                   |                       |                       |
|  | 15 août 1986 - Moscou |                       |                       |                       | Chine          | Chine | 102                   | 102                   |                       |                       |
|  |                       |                       | Cuba                  | Cuba                  | 86             | 86    |                       |                       |                       |                       |
|  | Cuba                  | Cuba                  | Cuba                  | Cuba                  | 86             | 86    | 74                    | 74                    |                       |                       |
|  | Cuba                  | Cuba                  |                       |                       |                |       |                       | 74                    |                       |                       |
|  | Hongrie               | Hongrie               | 72                    | 72                    |                |       |                       |                       |                       |                       |
|  | Hongrie               | Hongrie               | 72                    | 72                    | Septième place |       |                       |                       |                       |                       |
|  |                       |                       |                       |                       |                |       |                       |                       |                       |                       |
|  | 16 août 1986 - Moscou |                       |                       |                       |                |       |                       |                       |                       |                       |
|  | Bulgarie              | Bulgarie              | 79                    | 79                    |                |       |                       |                       |                       |                       |
|  | Bulgarie              | Bulgarie              | 79                    | 79                    |                |       |                       |                       |                       |                       |
|  | Hongrie               | Hongrie               | 75                    | 75                    |                |       |                       |                       |                       |                       |
|  | Hongrie               | Hongrie               | 75                    | 75                    |                |       |                       |                       |                       |                       |

### Tableau final
|  | Demi-finales          | Demi-finales          | Demi-finales          | Demi-finales          |                        |            | Finale                | Finale                | Finale                | Finale                |
|  |                       |                       |                       |                       |                        |            |                       |                       |                       |                       |
|  | 15 août 1986 - Moscou | 15 août 1986 - Moscou | 15 août 1986 - Moscou | 15 août 1986 - Moscou |                        |            | 17 août 1986 - Moscou | 17 août 1986 - Moscou | 17 août 1986 - Moscou | 17 août 1986 - Moscou |
|  | Canada                | Canada                | 59                    | 59                    |                        |            | 17 août 1986 - Moscou | 17 août 1986 - Moscou | 17 août 1986 - Moscou | 17 août 1986 - Moscou |
|  | Canada                | Canada                | 59                    | 59                    |                        |            | 17 août 1986 - Moscou | 17 août 1986 - Moscou | 17 août 1986 - Moscou | 17 août 1986 - Moscou |
|  | États-Unis            | États-Unis            | 88                    | 88                    |                        |            | 17 août 1986 - Moscou | 17 août 1986 - Moscou | 17 août 1986 - Moscou | 17 août 1986 - Moscou |
|  | États-Unis            | États-Unis            | 88                    | 88                    | États-Unis             | États-Unis | 108                   | 108                   |                       |                       |
|  | 15 août 1986 - Moscou |                       |                       |                       | États-Unis             | États-Unis | 108                   | 108                   |                       |                       |
|  |                       |                       | Union soviétique      | Union soviétique      | 88                     | 88         |                       |                       |                       |                       |
|  | Union soviétique      | Union soviétique      | Union soviétique      | Union soviétique      | 88                     | 88         | 78                    | 78                    |                       |                       |
|  | Union soviétique      | Union soviétique      |                       |                       |                        |            |                       | 78                    |                       |                       |
|  | Tchécoslovaquie       | Tchécoslovaquie       | 67                    | 67                    |                        |            |                       |                       |                       |                       |
|  | Tchécoslovaquie       | Tchécoslovaquie       | 67                    | 67                    | Match pour la 3e place |            |                       |                       |                       |                       |
|  |                       |                       |                       |                       |                        |            |                       |                       |                       |                       |
|  | 16 août 1986 - Moscou |                       |                       |                       |                        |            |                       |                       |                       |                       |
|  | Canada                | Canada                | 64                    | 64                    |                        |            |                       |                       |                       |                       |
|  | Canada                | Canada                | 64                    | 64                    |                        |            |                       |                       |                       |                       |
|  | Tchécoslovaquie       | Tchécoslovaquie       | 59                    | 59                    |                        |            |                       |                       |                       |                       |
|  | Tchécoslovaquie       | Tchécoslovaquie       | 59                    | 59                    |                        |            |                       |                       |                       |                       |

Détails des matchs
Demi-finales
| 15 août 1986 18h00 heure locale | Rapport | Canada                            | 59-82  | États-Unis           |  | Olimpiisky Indoor Arena, Moscou |
| 15 août 1986 18h00 heure locale | Rapport | Score par mi-temps : 31-39, 28-43 |        |                      |  | Olimpiisky Indoor Arena, Moscou |
| 15 août 1986 18h00 heure locale | Rapport | Beverly Ann Smith (14)            | Points | Katrina McClain (24) |  | Olimpiisky Indoor Arena, Moscou |

| 15 août 1986 20h00 heure locale | Rapport | Union soviétique                  | 78-67  | Tchécoslovaquie     |  | Olimpiisky Indoor Arena, Moscou |
| 15 août 1986 20h00 heure locale | Rapport | Score par mi-temps : 33-34, 45-33 |        |                     |  | Olimpiisky Indoor Arena, Moscou |
| 15 août 1986 20h00 heure locale | Rapport | Irina Gerlits (16)                | Points | Ivana Kotikova (15) |  | Olimpiisky Indoor Arena, Moscou |

Troisième place
| 16 août 1986 19h00 heure locale | Rapport | Canada                            | 64-59  | Tchécoslovaquie     |  | Olimpiisky Indoor Arena, Moscou |
| 16 août 1986 19h00 heure locale | Rapport | Score par mi-temps : 33-31, 31-28 |        |                     |  | Olimpiisky Indoor Arena, Moscou |
| 16 août 1986 19h00 heure locale | Rapport | Beverly Ann Smith (19)            | Points | Ivana Kotikova (14) |  | Olimpiisky Indoor Arena, Moscou |

Finale
| 17 août 1986 19h00 heure locale | Rapport | États-Unis                        | 108-88 | Union soviétique    |  | Olimpiisky Indoor Arena, Moscou |
| 17 août 1986 19h00 heure locale | Rapport | Score par mi-temps : 56-43, 52-45 |        |                     |  | Olimpiisky Indoor Arena, Moscou |
| 17 août 1986 19h00 heure locale | Rapport | Cheryl Miller (23)                | Points | Olga Iakovleva (29) |  | Olimpiisky Indoor Arena, Moscou |

## Classement final
| Rang                      | Équipe           | J | V | D | PP  | PC  | Diff | Statut                        |
| ------------------------- | ---------------- | - | - | - | --- | --- | ---- | ----------------------------- |
| Médaille d'or, monde      | États-Unis       | 7 | 7 | 0 | 637 | 447 | +190 | Vainqueur de la finale        |
| Médaille d'argent, monde  | Union soviétique | 7 | 6 | 1 | 616 | 535 | +81  | Perdant de la finale          |
| Médaille de bronze, monde | Canada           | 7 | 5 | 2 | 466 | 467 | -1   | Vainqueur de la petite finale |
| 4                         | Tchécoslovaquie  | 7 | 4 | 3 | 484 | 476 | +8   | Perdant de la petite finale   |
| 5                         | Chine            | 7 | 5 | 2 | 598 | 503 | +95  | Match de classement 5 à 8     |
| 6                         | Cuba             | 7 | 4 | 3 | 557 | 532 | +25  | Match de classement 5 à 8     |
| 7                         | Bulgarie         | 7 | 3 | 4 | 513 | 536 | -23  | Match de classement 5 à 8     |
| 8                         | Hongrie          | 7 | 2 | 5 | 490 | 533 | -43  | Match de classement 5 à 8     |
| 9                         | Australie        | 7 | 3 | 4 | 429 | 449 | -20  | Match de classement 9 à 12    |
| 10                        | Corée du Sud     | 7 | 2 | 5 | 414 | 485 | -71  | Match de classement 9 à 12    |
| 11                        | Brésil           | 7 | 1 | 6 | 538 | 560 | -22  | Match de classement 9 à 12    |
| 12                        | Taïwan           | 7 | 0 | 7 | 380 | 599 | -219 | Match de classement 9 à 12    |

| Championne du monde 1986 |
| · États-Unis · 4e titre |
| - 4 Teresa Edwards - 5 Kamie Ethridge - 6 Cindy Brown - 7 Anne Donovan - 8 Teresa Weatherspoon - 9 Cheryl Miller - 10 Fran Harris - 11 Clarissa Davis - 12 Katrina McClain - 13 Jennifer Gillom - 14 Cynthia Cooper - 15 Suzie McConnell Serio - Entraîneur : Kay Yow |